# Liste von Bergwerken im Eichsfeld
Die Liste von Bergwerken im Eichsfeld führt Bergwerke und Gruben zur Förderung und Verarbeitung von Rohstoffen im Eichsfeld auf.

## Geschichte

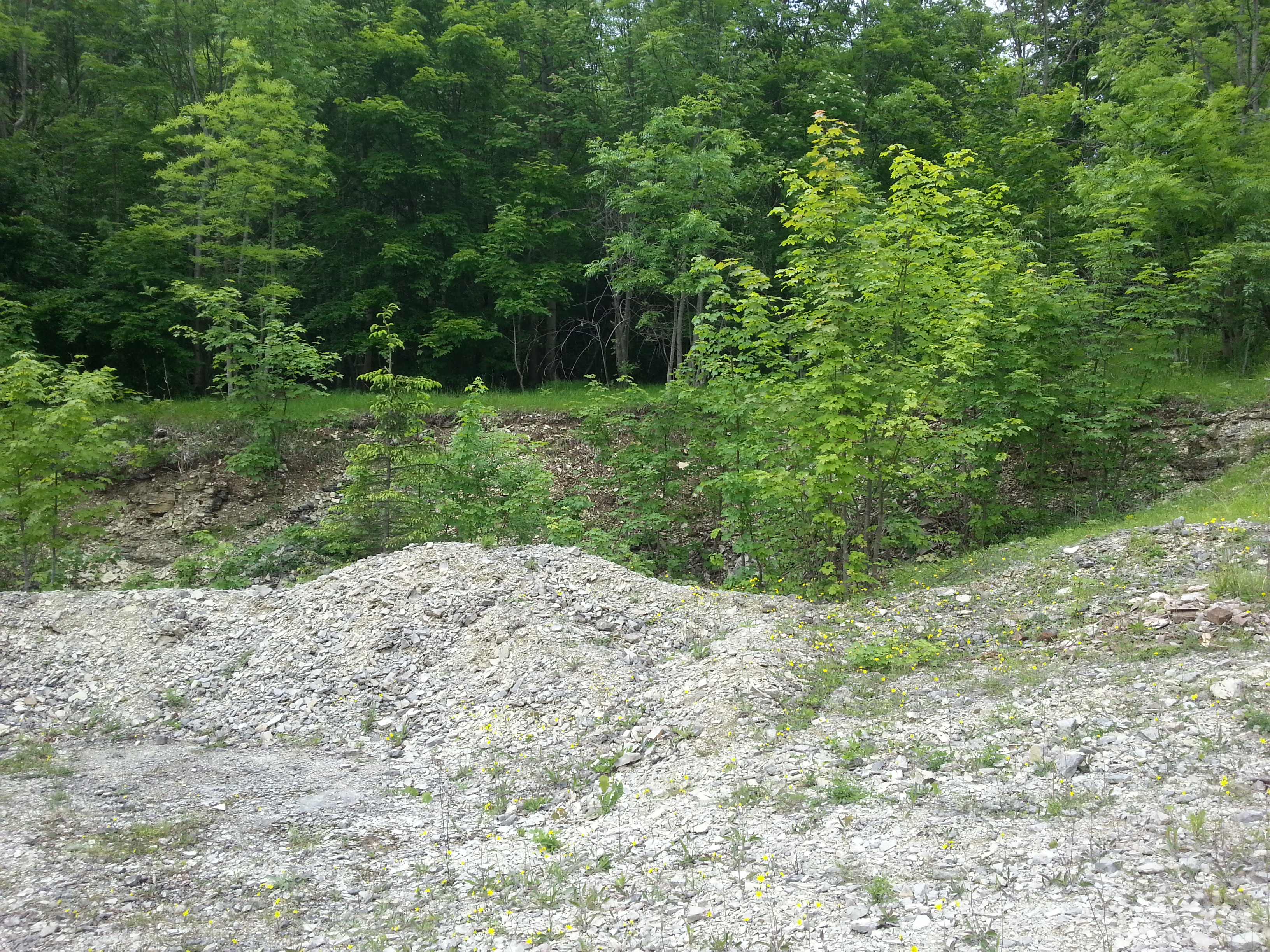
Ehemaliger Steinbruch im Ohmgebirge

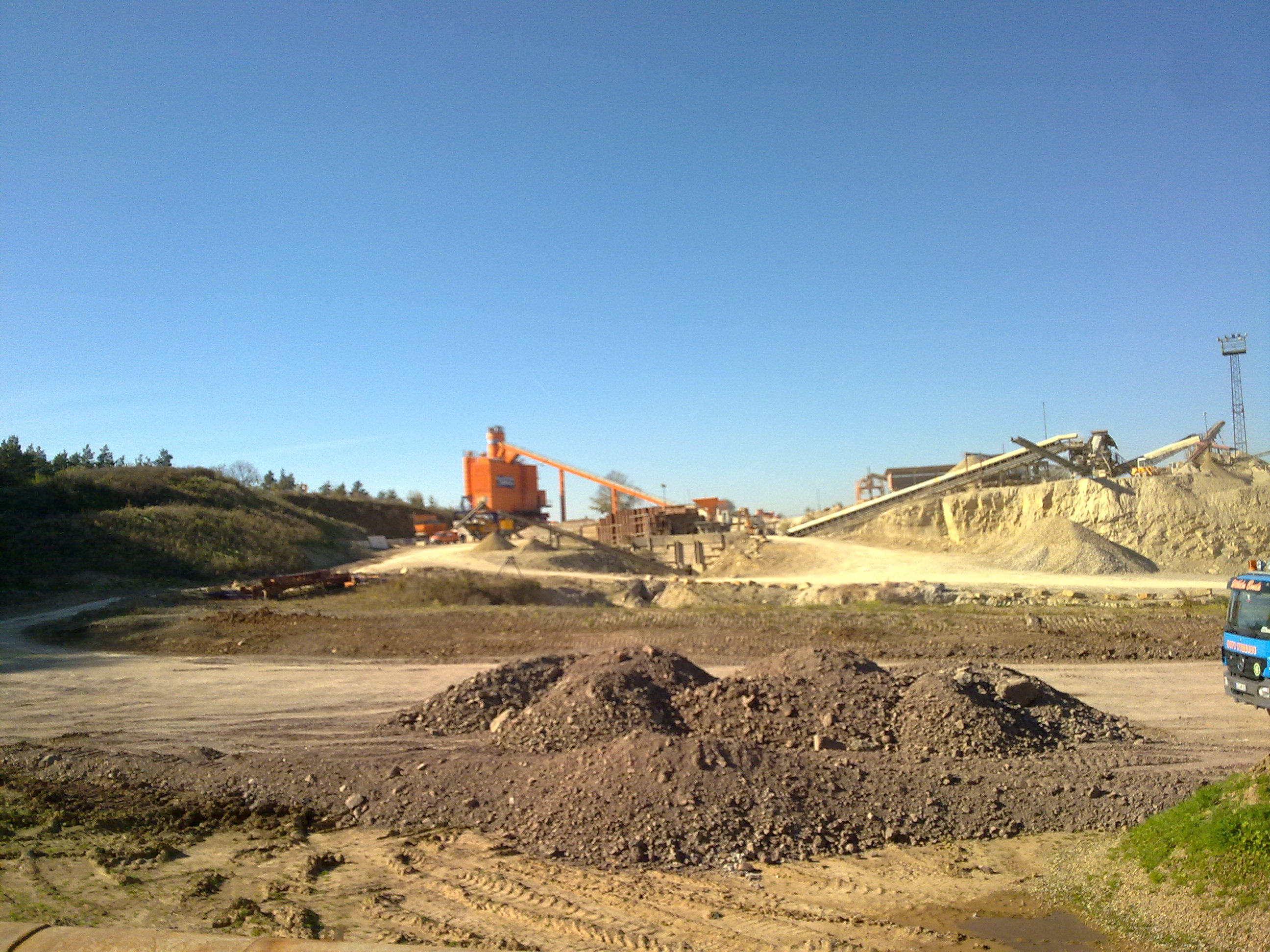
Kalksteinbruch bei Rengelrode

Erste Bemühungen zur Gewinnung von Rohstoffen zur Münzherstellungen erfolgen im 14./15. Jahrhundert im Gebiet des Ohmgebirges, die aber auf Grund der geologischen Situation negativ verliefen. Lediglich die oberflächliche Erschließung von Naturwerksteinen für die Bauwirtschaft hat seit Jahrhunderten weite Verbreitung im Eichsfeld gefunden, Kalksteine wurden im Obereichsfeld und Sandsteine im mittleren und unteren Eichsfeld gewonnen. Bedeutende Bauwerke, aber auch die Sockel der alten Wohnhäuser zeugen von der regionalen Verwendung der Werksteine. In geringeren Mengen wurden noch Kalktuffsteine und Mergel abgebaut. Ab dem 19. Jahrhundert wurden vermehrt Tone abgebaut und in den neu entstandenen Ziegeleien verarbeitet.
Anfang des 20. Jahrhunderts begann mit dem Kalibergbau eine neue Bergbau-Ära im Eichsfeld, nachdem in Nordthüringen mit dem Südharzer Kalirevier bereits mehrere Abbaugebiete erschlossen waren. Das erste Kaliwerk wurde 1905 in Bernterode errichtet, weitere folgten innerhalb der nächsten Jahre. Aber bereits Mitte der 1920er Jahre schlossen die meisten Kaliabbaustätten wegen wirtschaftlicher Probleme. Weitere Kaliwerke im benachbarten Kreis Nordhausen (Sollstedt, Bleicherode, Neusollstedt) besaßen Abbaugebiete bis ins Eichsfeld hinein. Als letzter Betrieb wurde 1993 das Kaliwerk Bischofferode nach langen Protesten stillgelegt. Ein Bergbaumuseum bietet hier einen Überblick zur Geschichte des Salzbergbaus im Eichsfeld.
Heute werden noch mineralische Rohstoffe für die Bauwirtschaft gewonnen, wie Sandstein (Neuendorf, Heiligenstadt, Uder), Kalkstein (Geisleden, Kallmerode, Misserode, Struth/Eigenrieden, Rengelrode) und Tone (Teistungen, Duderstadt, Bilshausen). Nach 2010 hat ein australisches Unternehmen einen Antrag auf die Erteilung einer Erlaubnis zur Aufsuchung von bergfreien Bodenschätzen zu gewerblichen Zwecken im Gebiet der Gemeinde Küllstedt im Eichsfeld beim Thüringer Landesbergamt gestellt.

## Liste
| Name                                    | Ortsteil             | Beginn | Ende    | Teufe   | Anmerkungen | Lage | Bild |
| --------------------------------------- | -------------------- | ------ | ------- | ------- | --- | ---- | ---- |
| Schacht Preußen                         | Bernterode           | 1906   | 1926/31 | 572 m   | ab 1936 Heeresmunitionsanstalt Einlagerung von Kulturgütern 1945 ab 1953 als Wetterschacht für das Kaliwerk Sollstedt |      |      |
| Schacht Sachsen                         | Bernterode           | 1912   |         | 587 m   | 1951 abgedeckelt |      |      |
| Schacht Neubleicherode                  | Neustadt             | 1908   | 1932    |         | später Wetterschacht für Kaliwerk Bischofferode 2015 endgültig verfüllt und abgeschlossen                             |      |      |
| Schacht Neubleicherode II               | Neustadt             |        |         |         | nur begonnene Verteufung? nicht mehr genau lokalisierbar                                                              |      |      |
| Schacht Weidtmannshall                  | Bischofferode        | 1911   |         | 600 m   | |      |      |
| Schacht Holungen Kaliwerk Bischofferode | Bischofferode        | 1914   | 1993    |         | 1927 Wintershall AG Werk Bismarckshall 1953 VEB Kaliwerk „Thomas Müntzer“                                             |      |      |
| Schacht Felsenfest                      | Hüpstedt             | 1912   | 1924    | 868,5 m | 2000 verfüllt und verschlossen                                                                                        |      |      |
| Schacht Hüpstedt                        | Hüpstedt             | 1913   | 1924    | 880 m   | gemeinsame Kalifabrik für alle drei Schächte, 2009 verfüllt und verschlossen                                          |      |      |
| Schacht Beberstedt                      | Hüpstedt             | 1913   | 1924    | 880 m   | 2009 verfüllt und verschlossen                                                                                        |      |      |
| Schacht Westohm                         | Wintzingerode        |        |         | 384 m   | Baubeginn 19 , abgebrochen 1915                                                                                       |      |      |
| Schacht Ferna                           | Wintzingerode, Ferna |        |         | 84 m    | Baubeginn 1911, abgebrochen 1914                                                                                      |      |      |
| Schacht Wintzingerode                   | Wintzingerode        |        |         |         | begonnene Verteufung? nicht mehr genau lokalisierbar                                                                  |      |      |
| Tagebau Deuna                           | Deuna                | 1975   | heute   |         | Kalksteinabbau zur Zementherstellung                                                                                  |      |      |